# Avoca (Pennsilvània)
Avoca és una població dels Estats Units a l'estat de Pennsilvània. Segons el cens del 2000 tenia 2.851 habitants.

## Demografia
Segons el cens del 2000, Avoca tenia 2.851 habitants, 1.177 habitatges, i 787 famílies. La densitat de població era de 1.236,8 habitants per quilòmetre quadrat.
Dels 1.177 habitatges en un 27,1% hi vivien nens de menys de 18 anys, en un 51% hi vivien parelles casades, en un 11,2% dones solteres, i en un 33,1% no eren unitats familiars. En el 30,7% dels habitatges hi vivien persones soles el 15% de les quals corresponia a persones de 65 anys o més que vivien soles. El nombre mitjà de persones vivint en cada habitatge era de 2,42 i el nombre mitjà de persones que vivien en cada família era de 3,06.
Per edats la població es repartia de la següent manera: un 21,2% tenia menys de 18 anys, un 7,3% entre 18 i 24, un 28,6% entre 25 i 44, un 24,8% de 45 a 60 i un 18,2% 65 anys o més.
L'edat mediana era de 41 anys. Per cada 100 dones de 18 o més anys hi havia 88,1 homes.
La renda mediana per habitatge era de 34.973 $ i la renda mediana per família de 44.185 $. Els homes tenien una renda mediana de 33.835 $ mentre que les dones 27.448 $. La renda per capita de la població era de 17.896 $. Entorn del 5,1% de les famílies i el 6,6% de la població estaven per davall del llindar de pobresa.

## Poblacions més properes
El següent diagrama mostra les poblacions més properes.